# GW Близнецов
GW Близнецов (лат. GW Geminorum) — двойная затменная переменная звезда типа Беты Лиры (EB) в созвездии Близнецов на расстоянии приблизительно 1 357 световых лет (около 416 парсек) от Солнца. Видимая звёздная величина звезды — от +11,45m до +10,48m. Орбитальный период — около 0,6594 суток (15,827 часов).
Открыта Куно Хофмейстером в 1949 году*.

## Характеристики
Первый компонент — белая звезда спектрального класса A5, или A4, или A7V. Масса — около 1,74 солнечной, радиус — около 1,79 солнечного, светимость — около 7,965 солнечных. Эффективная температура — около 7700 К.
Второй компонент — оранжевая звезда спектрального класса K1, или G3-4*. Масса — около 0,8 солнечной, радиус — около 1,5 солнечного, светимость — около 1,259 солнечной. Эффективная температура — около 5004 К.